# Gina Desjardins
Gina Desjardins est une journaliste et blogueuse québécoise spécialisée dans les nouvelles technologies, les nouveaux médias et les jeux vidéo. Elle est également consultante dans différents secteurs, tels que les réseaux sociaux, la jouabilité et l'histoire dans les jeux vidéo, et l'expérience utilisateur de sites Internet et applications mobiles.

## Biographie
Elle  étudie en cinéma au cégep François-Xavier Garneau, en communications à l'Université Laval, puis en psychologie à l'UQAM. Elle a travaillé pour la boîte de gérance de musiciens Avalanche Productions avec les groupes Projet Orange et Les Respectables.
C'est en 2003 qu'elle écrit son premier article, pour le magazine Clin d'œil alors qu'elle habitait à Londres en Angleterre. De retour à Montréal début 2004, elle collabore ensuite à diverses publications et a couvert divers domaines tels que le tourisme, la mode, la beauté et le milieu culturel. Ayant toujours aimé l'Internet, les jeux et les nouveaux gadgets, elle décide de se consacrer à ces secteurs vers 2006. Elle couvre depuis différents salons spécialisés comme le CES à Las Vegas, le E3 à Los Angeles et le TGS à Tokyo.
Elle a débuté à la télévision à l'émission sur les nouvelles technologies Le Lab à Vox de 2007 à 2008. 
Elle a joint MusiquePlus et l'équipe de M.Net de 2008 à 2010.
Elle collabore occasionnellement à Salut Bonjour Week-end depuis la fin 2009.
On l'a vu à la télévision dans différentes émission à LCN, canal Argent, Ztélé, RDI, Radio-Canada et TVA. Le 28 novembre 2010, elle était invitée sur le plateau de Tout le monde en parle.
Elle blogue dans la section techno de MSN et sur le site de Radio-Canada.
Elle a son blogue: Une geekette en goguette.
Elle a participé à un épisode de la webtélé les Has-Bine.
Elle est la sœur de l'auteure India Desjardins.